# 高橋昭雄 (野球)
- 髙橋昭雄

高橋 昭雄（たかはし あきお、1948年6月8日 - 2022年9月7日）は、埼玉県出身のアマチュア野球選手、野球指導者である。ポジションは捕手。旧姓は佐藤。

## 来歴・人物
大宮工業高校では、捕手として1965年秋季関東大会県予選決勝に進むが、大宮高に敗退。卒業後は東洋大学に入学。東都大学野球リーグでは優勝に届かず、3位2回が最高成績であった。大学1年上に会田照夫、細川昌俊がいた。
大学卒業後に社会人野球の日産自動車に入社するが、僅か1年で退団した。
1972年から23歳という若さで母校の東洋大学の監督に就任した。1970年代は駒澤大や中央大が強く、東都大学野球リーグ戦では例年2位に甘んじていた。
1976年の秋季リーグで、松沼雅之投手 - 達川光男捕手のバッテリーで初の1部優勝を遂げた。東都大学リーグ通算最多の542勝、リーグ優勝18回（春秋連覇も含む）、全日本大学野球選手権大会優勝4回、明治神宮野球大会優勝2回の成績を残し、達川光男、松沼博久・松沼雅之兄弟、清水隆行、今岡真訪、大野奨太、鈴木大地らのプロ野球選手を育成した。指導者人生で教え子が総勢979人いる。
1986年の日米大学野球選手権では監督も務め、第2回世界大学野球選手権大会でも監督を務めた
2017年限りで退任した。
著書に「TOYOの熱血 "生涯青春"を貫く名将の軌跡」がある。著書では異体字の「髙橋 昭雄」名義。
2022年9月7日、敗血症により前橋市の病院で死去。74歳没。